# Janet Yellenová

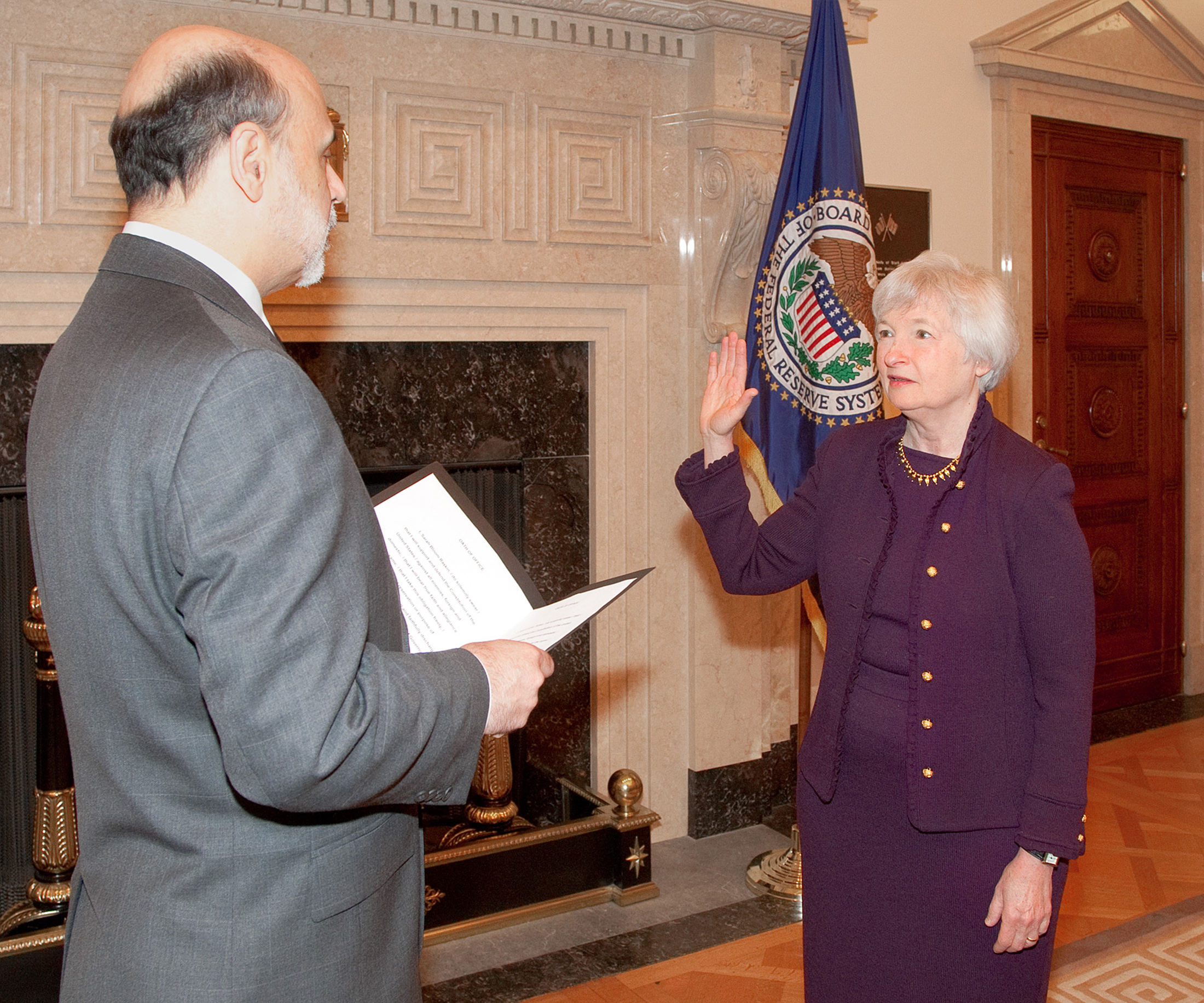
Ben Bernanke přijímá služební přísahu Janet Yellenové (4. října 2010)

Janet Louise Yellenová, nepřechýleně Janet L. Yellen (* 13. srpna 1946 Brooklyn, New York), je americká ekonomka a politička. Mezi roky 2014–2018 byla předsedkyní Rady guvernérů Federálního rezervního systému a v letech 2021–2025 ministryní financí Spojených států amerických ve vládě Joea Bidena.

## Život
Yellenová se narodila v newyorském Brooklynu do židovské rodiny. Je dcerou Julia Yellena, lékaře v Brooklynu, a Anny roz. Blumenthal. Studovala na Fort Hamilton High School v brooklynské čtvrti Bay Ridge. Poté studovala ekonomii na Pembroke College Brownovy univerzity, kde získala v roce 1967 diplom summa cum laude. V roce 1971 obdržela doktorský titul Ph.D. na Yaleově univerzitě za disertaci s názvem Employment, output and capital accumulation in an open economy: a disequilibrium approach (Zaměstnanost, výroba a akumulace kapitálu v otevřené ekonomice v podmínkách nerovnováhy) pod dohledem profesorů Jamese Tobina a Josepha Stiglitze. Tím se zařadila mezi ekonomy, kteří jsou názorově blízcí teoriím Johna Maynarda Keynese.

## Profesionální dráha
Janet Yellenová se stala 4. října 2010 zástupkyní předsedy Rady guvernérů Federálního rezervního systému Bena Bernankeho na dobu čtyř let. Zároveň začalo její 14leté funkční období jako členky rady, které vyprší dne 31. ledna 2024.
Dne 9. října 2013 navrhl prezident Barack Obama Yellenovou do úřadu předsedkyně Rady guvernérů Federálního rezervního systému jako nástupkyni Bena Bernankeho. Její nominace byla 7. ledna 2014 schválena Senátem USA navzdory odporu republikánů. Ke dni 3. února 2014 se stala první ženou v čele americké centrální banky. Je v pořadí již třetí osobností židovského původu zastávající tento post. Na post viceguvernéra banky byl prezidentem Obamou nominován Stanley Fischer, bývalý guvernér Izraelské centrální banky.
V oblasti centrálního bankovnictví je považována za jednu z těch, kdo kladou o něco větší důraz na snížení míry nezaměstnanosti než na nízkou míru inflace, nicméně Obama ji při nominování na předsedu označil za ekonomku, která bude dbát o obojí. Před koncem jejího prvního funkčního období v únoru 2018 zvažoval prezident Donald Trump její setrvání pro další čtyři roky, nakonec však vybral jako jejího nástupce Jeroma Powella, který v radě guvernérů s Yellenovou blízce spolupracoval. Po opuštění funkce působila v liberálním think tanku Brookings Institution. V listopadu 2020 byla vybrána nově zvoleným prezidentem Bidenem na pozici ministryně financí. Její nominace byla 25. ledna 2021 potvrzena Senátem Spojených států s poměrem hlasů 84 pro, 15 proti a následujícího dne složila přísahu.

## Soukromý život
Yellenová je židovského původu a židovka i vyznáním.
Je vdaná, jejím manželem je George Akerlof, držitel Nobelovy ceny za ekonomii a emeritovaný profesor na University of California v Berkeley. Manželé mají syna Roberta Ackerlofa, který je profesorem ekonomie na University of Warwick v Coventry ve Spojeném království.